# Campionati del mondo di ciclismo su pista 2018 - Scratch maschile
La gara di scratch maschile ai Campionati del mondo di ciclismo su pista 2018 si è svolta il 1 marzo 2018.

## Risultati
Hanno preso parte alla competizione 22 ciclisti provenienti da 22 federazioni diverse.
| Posizione | Atleta              | Nazione       | Gap in giri |     |
| --------- | ------------------- | ------------- | ----------- | --- |
| 1         | Jaŭheni Karalëk     | Bielorussia   |             |     |
| 2         | Michele Scartezzini | Italia        |             |     |
| 3         | Callum Scotson      | Australia     |             |     |
| 4         | Roman Hladyš        | Ucraina       | −1          |     |
| 5         | Rui Oliveira        | Portogallo    | −1          |     |
| 6         | Wim Stroetinga      | Paesi Bassi   | −1          |     |
| 7         | Xavier Cañellas     | Spagna        | −1          |     |
| 8         | Christos Volikakis  | Grecia        | −1          |     |
| 9         | Andreas Müller      | Austria       | −1          |     |
| 10        | Maximilian Beyer    | Germania      | −1          |     |
| 11        | Adrien Garel        | Francia       | −1          |     |
| 12        | Christopher Latham  | Regno Unito   | −1          |     |
| 13        | Marc Potts          | Irlanda       | −1          |     |
| 14        | Krisztián Lovassy   | Ungheria      | −1          |     |
| 15        | Tristan Marguet     | Svizzera      | −1          |     |
| 16        | Maxim Piskunov      | Russia        | −1          |     |
| 17        | Thomas Sexton       | Nuova Zelanda | −1          |     |
| 18        | Filip Taragel       | Slovacchia    | −1          |     |
| 19        | Robbe Ghys          | Belgio        | −1          |     |
| 20        | Leung Chun Wing     | Hong Kong     | −1          |     |
| 21        | Adrian Tekliński    | Polonia       | −1          |     |
| –         | Yacine Chalel       | Algeria       | DNF         | DNF |
| –         | Jiří Hochmann       | Rep. Ceca     | DNF         | DNF |